# Sătucu (okręg Prahova)
Sătucu – wieś w Rumunii, w okręgu Prahova, w gminie Tomșani. W 2011 roku liczyła 138 mieszkańców.